# 弗萊恩島
69°45′S 39°5′E / 69.750°S 39.083°E
弗萊恩島，是南極洲的島嶼，位於毛德皇后地的哈拉爾王子海岸，處於貝爾角以北0.7公里的呂佐夫-霍爾姆灣，根據挪威探險隊拍攝的空中照片繪入地圖，現時由南極條約體系管理。